# Irene Cherop Loritareng
Irene Cherop Loritareng (* 26. Juli 1986) ist eine kenianische Marathonläuferin.
2007 wurde sie Dritte beim Ruhrmarathon und siegte beim Baden-Marathon. 2008 gewann sie den Utrecht-Marathon und stellte beim Baden-Marathon mit 2:35:56 h einen Streckenrekord und eine persönliche Bestleistung auf.
2009 siegte sie beim Montreal-Marathon und wurde Dritte beim Taipei International Marathon.
| Personendaten    | Personendaten                |
| ---------------- | ---------------------------- |
| NAME             | Loritareng, Irene Cherop     |
| KURZBESCHREIBUNG | kenianische Marathonläuferin |
| GEBURTSDATUM     | 26. Juli 1986                |